# Gašper Otrin
Gašper Otrin, salezijanec duhovnik, * 22. februar 1983, Ljubljana

## Življenje
Gašper Otrin se je rodil 22. februarja 1983 v Ljubljani. Po končani Srednji zdravstveni šoli v Ljubljani, je leta 2002, kot kandidat vstopil v redovno družbo Don Boskovih salezijancev na Rakovniku.

#### Študij
V oktobru 2004 je pričel študij na Teološki fakulteti v Ljubljani, na dodiplomskem visokošolskem strokovnem programu "Teologija", katehetsko-pedagoške smeri. Leta 2007 je diplomiral pod mentorstvom dr. Christiana Gostečnika, z diplomsko nalogo "Samomor med mladimi in pomen družine". Leta 2008 je pričel študij Teologije na Salezijanski Papeški Univerzi v Torinu, kjer je leta 2011 diplomiral (Baccalaureato) z diplomskim delom «Vivendo secondo la verità nella carità, cerchiamo di crescere in ogni cosa verso di lui, che è il capo, Cristo». Na Salezijanski Papeški Univerzi v Torinu je nadaljeval s podiplomskim študijem iz Pastoralne Teologije in 2013 magistriral (Licentia) z magistrskim delom "Educazione e famiglia - Il paradigma generativo nella pastorale giovanile". V letih 2012-2013 se je usposabljal na Študijskemu centru Eteropoiesis - Inštitutu za sistemsko psihoterapijo in leta 2003 postal Družinski mediator. Med 2017-2019 se je na Teološki Fakulteti v Ljubljani usposabljal iz Geštalt Pedagogike. Med 2019-2021 je opravljal študijski program za Pedagoško-andragoško izobraževanje na Filozofski fakulteti v Ljubljani.

## Poslanstvo
Od septembra 2003 do septembra 2004 je bil v salezijanskem noviciatu v Pinerolu (Italija) in je 8. septembra 2004 izpovedal prve redovne zaobljube. V letih 2007 in 2008 je opravljal pastoralno prakso oz. tirocinij v Don Boskovem centru Celje. Septembra 2010 je na Rakovniku v Ljubljani izpovedal večne redovne zaobljube v Družbi sv. Frančiška Saleškega - salezijanci. Junija 2011 je bil v Baziliki Marije Pomočnice v Torinu posvečen v diakona, junija 2012 pa v duhovnika v ljubljanski stolnici. Od leta 2013 do 2018 je bil član salezijanske skupnosti v Mariboru. Bil je vodja Salezijanskega mladinskega centra in direktor Zavoda Andreja Majcna (2014-2018). V župnijah sv. Janez Bosko in sv. Frančišek Asiški (Radvanje) je opravljal službo kaplana (2013-2016). Med 2015-2018 je bil član državnega vodstva Skavtske organizacije, ter urednik Revije Ministrant v letih 2013-2018. Od leta 2018 je član salezijanske skupnosti v Želimljah. V letih 2018-2020 je bil vzgojitelj v Domu Janeza Boska in ravnatelj Majcnovega doma, ter je poučeval Vero in Kulturo na Gimnaziji Želimlje. Od septembra 2020 je ravnatelj Doma Janeza Boska.
V pastoralnem delu je bil vsa leta aktiven pri vodenju oratorija in mladinskih kampov (Savio kamp, Trio kamp ...), taborov, letovanj, ter pri vodenju in organizaciji mladinskih izmenjav in strateških partnerstev. Vodil je salezijansko šolo za animatorje (USA) duhovne vaje za otroke, mlade in družine in izvajal različna predavanja s področja mladinske problematike (Tradicionalna župnija in postomoderna mladina - Maribor 2015; Utapljanje mladih v virtualnem - Maribor 2017; Mladi 21. st. : kdo so in kako so? - Maribor 2017; Očetje, kje ste? - Maribor 2018; Pastoral care as a Matter of Evangelization - München 2019; Mediacija: konstruktivni način reševanja sporov - Želimlje 2020; Poiskati motivacijo za učenje: spletno predavanje 2020; Satan: Božja stvaritev, ki se je obrnila proti Bogu - spletno predavanje 2021).

### Publikacije
- Samomor med mladostniki in pomen družine; diplomska naloga; Ljubljana 2007 (COBISS.SI-ID - 4020570)
- Igra je zakon. 226 iger za otroke, mlade in skupine; Otrin Gašper, Salve 2008 (ISBN 978-961-211-428-2)
- Igraj se z mano! 375 iger za lepši dan; Otrin Gašper, Salve 2012 (ISBN 978-961-211-628-6)
- Dominik Savio, moj dnevnik; Otrin Gašper, Salve 2012 (ISBN 978-961-211-637-8)
- Žogaj se z mano! 123 iger za lepši dan; Otrin Gašper, Brodnjak Sanja, Butt Alenka, Salve 2014 (ISBN 978-961-211-773-3)
- Psihosocialno interaktivne igre za otroke in mlade; Otrin Gašper, Brodnjak Sanja, Veber Matjaž, Mojca Hojnik, Salve 2017 (ISBN 978-961-211-893-8)
- 41+5 načinov molitve z otroki v družini; Otrin Gašper, Salve 2020 (ISBN 978-961-289-087-2)